# Л. П. Сан Витале (Парма)
Л. П. Сан Витале је насеље у Италији у округу Парма, региону Емилија-Ромања.
Према процени из 2011. у насељу је живело 26 становника. Насеље се налази на надморској висини од 232 м.